# Osteíte púbica

Atinge a sínfise púbica (localização 8)

A osteíte púbica, também chamada de pubalgia, nada mais é do que uma lesão por esforço repetitivo na região da sínfise púbica ou na origem da musculatura adutora comum aos atletas, especialmente os jogadores de futebol. Também pode ocorrer em consequência do parto ou de desordens reumatológicas. A dor na pélvis pode irradiar para as coxas e abdômen. É raro ocorrer em mulheres atletas: em um estudo com 169 atletas diagnosticados com osteíte púbica todos eram homens, as mulheres com suspeita de osteíte revelaram ter outros problemas associados ao seu sistema reprodutivo.
É dividida em traumática e crônica. A crônica pode ocorrer por encurtamentos musculares do tronco e dos membros inferiores que causem diminuição ou bloqueio dos movimentos do púbis.

## Diagnóstico
A ultrassonografia da região inguinal permite verificar o nível de rarefação óssea, o raio X permite verificar se existe degeneração óssea, cisto ósseo, arrancamento ósseo e fraturas de estresse. A ressonância magnética permite verificar alterações ósseas e alterações das partes moles com presença de inflamação na origem dos adutores da coxa e uma cintilografia permite verificar a presença de necrose óssea.

### Diagnósticos diferenciais
Existem muitos possíveis diagnósticos diferenciais em virtude do grande número de patologias que acometem a região do quadril com sintomas semelhantes como hérnia inguinal direta, hérnia femoral, doenças do tecido conectivo, prostatite, uretrites, erros médicos (iatrogenia) durante procedimentos pélvicos, separação da sínfise púbica causada pelo parto, orquite, cálculo renal, osteomielite, espondilite anquilosante, doenças neurológicas e infecções. Para garantir que o diagnóstico é de osteíte e não outra doença devem ser feitos exames de urina, sangue e esperma.

## Tratamento
Pode ser prevenido com alongamento, aquecimento e evitando exercitar excessivamente a mesma área.
O tratamento adequado é multidisciplinar, onde o médico diagnostica e prescreve anti-inflamatórios enquanto o fisioterapeuta elabora um programa adequado de reabilitação para a fase aguda e o Profissional de educação física, para a fase de retorno às atividades cotidianas ou esportes. Muito repouso é essencial. Tratamentos como eletrotermofototerapia, hidroterapia, reeducação postural global, terapia manual, Isostreching, massagem, e outros, podem 
Em casos mais graves, a intervenção cirúrgica pode ser necessária para a retirada do tecido fibrótico e o excesso de solicitação da musculatura abdominal. As técnicas mais utilizadas são, a incisão cirúrgica dos adutores (tenotomia) e a retirada dos tecidos danificados (desbridamento) da sínfise púbica.